# Olšovany
Olšovany (1927–1948 slowakisch „Oľšoviany“ – bis 1927 „Olšovjany“; ungarisch Ósva) ist eine Gemeinde im Osten der Slowakei mit 680 Einwohnern (Stand 31. Dezember 2024), die zum Okres Košice-okolie, einem Teil des Košický kraj, gehört und in der traditionellen Landschaft Abov liegt.

## Geographie

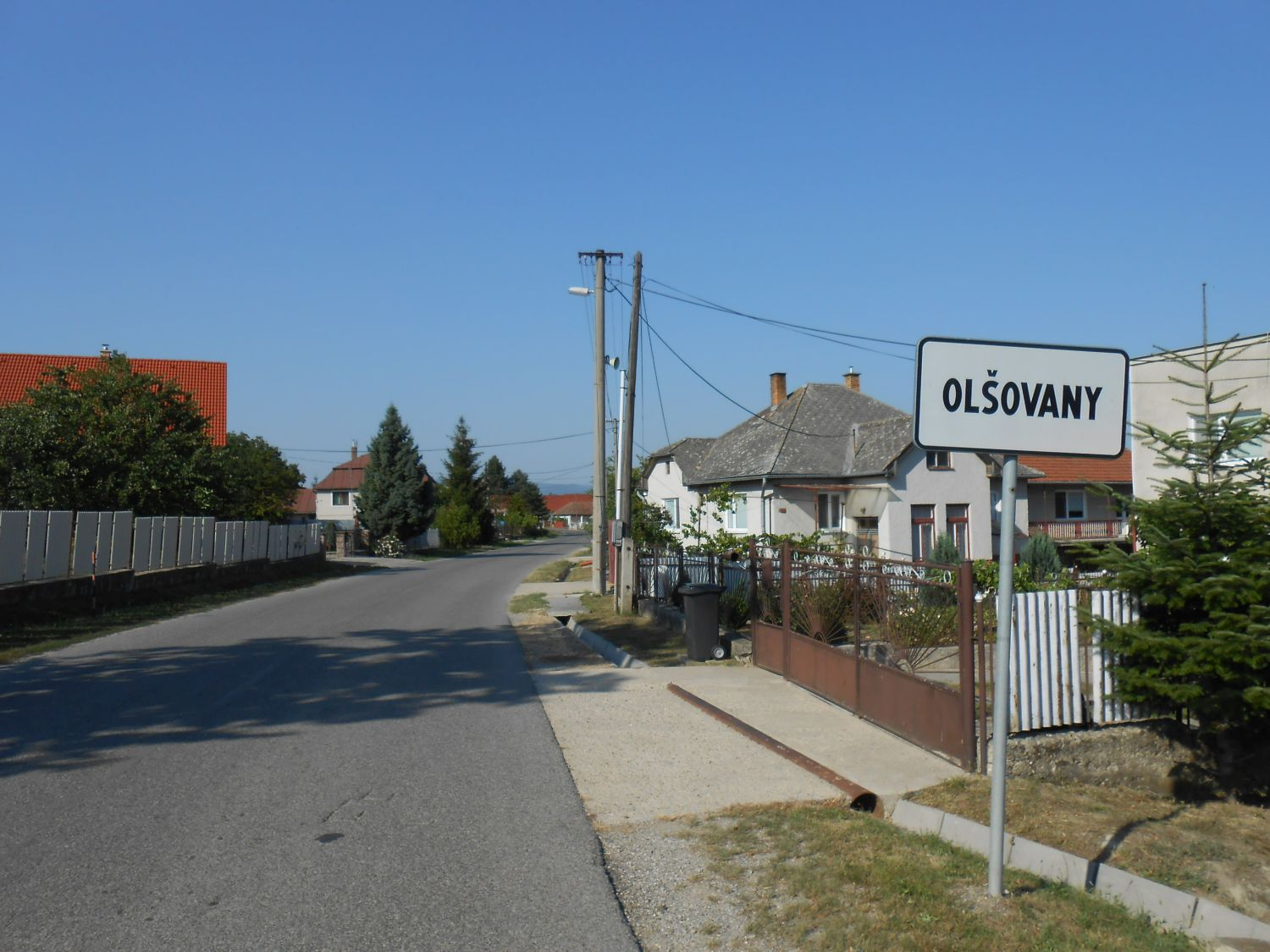
Olšovany

Die Gemeinde befindet sich im südöstlichen Teil des Talkessels Košická kotlina am rechten Ufer der Olšava. Das Ortszentrum liegt auf einer Höhe von 245 m n.m. und ist 14 Kilometer von Košice entfernt (Straßenentfernung).
Nachbargemeinden sind Ďurďošík im Norden, kurz Bidovce im Nordosten, Ďurkov im Osten, Ruskov im Südosten, Vyšný Čaj im Süden, Košická Polianka im Südwesten, Sady nad Torysou (Ortsteil Byster) im Westen und Košické Oľšany (Ortsteil Nižný Olčvár) im Nordwesten.

## Geschichte
Olšovany wurde zum ersten Mal 1272 als Ilsawa schriftlich erwähnt, weitere historische Bezeichnungen sind unter anderen Elswa (1290), Ozwa (1427), Osswa (1630) und Olssowjany (1773). Das Dorf war Teil der Herrschaft von Trstené, gegen Ende des 14. Jahrhunderts wurde es Gut der Propstei in Myšľa. 1643 wurde Olšovany Besitz des Jesuitenkollegiums in Kaschau. 1715 und 1720 wohnten fünf Haushalte im Ort, 1828 zählte man 84 Häuser und 628 Einwohner, die als Landwirte und Obstbauern beschäftigt waren. Zwischen 1880 und 1910 gab es mehrere Auswanderungswellen.
Bis 1918/1919 gehörte der im Komitat Abaúj-Torna liegende Ort zum Königreich Ungarn und kam danach zur Tschechoslowakei beziehungsweise heute Slowakei. Auf Grund des Ersten Wiener Schiedsspruchs lag er von 1938 bis 1945 noch einmal in Ungarn.

## Bevölkerung
| Jahr                | 1994 | 2004     | 2014     | 2024     |
| ------------------- | ---- | -------- | -------- | -------- |
| Anzahl der Personen | 413  | 545      | 612      | 680      |
| Unterschied         |      | +31,96 % | +12,29 % | +11,11 % |

| Jahr                | 2023 | 2024    |
| ------------------- | ---- | ------- |
| Anzahl der Personen | 681  | 680     |
| Unterschied         |      | −0,14 % |

Gemäß der Volkszählung 2011 wohnten in Olšovany 601 Einwohner, davon 544 Slowaken, fünf Roma sowie jeweils ein Magyare und Russine. Ein Einwohner gab eine andere Ethnie an und 49 Einwohner machten keine Angabe zur Ethnie.
394 Einwohner bekannten sich zur römisch-katholischen Kirche, 43 Einwohner zur reformierten Kirche, 19 Einwohner zur griechisch-katholischen Kirche, neun Einwohner zur Evangelischen Kirche A. B. sowie jeweils drei Einwohner zu den Zeugen Jehovas und zur orthodoxen Kirche. Ein Einwohner bekannte sich zu einer anderen Konfession, 57 Einwohner waren konfessionslos und bei 72 Einwohnern wurde die Konfession nicht ermittelt.

## Bauwerke und Denkmäler
- römisch-katholische Peter-und-Paul-Kirche im Barockstil aus dem Jahr 1748

## Verkehr
Durch Olšovany führt die Straße 3. Ordnung 3410 zwischen Košice-Košická Nová Ves und Ďurkov. Der nächste Bahnanschluss ist der Bahnhof Ruskov an der Bahnstrecke Čierna nad Tisou–Košice.